# Afrikai vadszamár
Az afrikai vadszamár (Equus africanus) az emlősök (Mammalia) osztályának páratlanujjú patások (Perissodactyla) rendjébe, ezen belül a lófélék (Equidae) családjába tartozó faj.
Olykor Equus asinus africanusnak, illetve Equus africanus asinusnak is hívják.

## Előfordulása

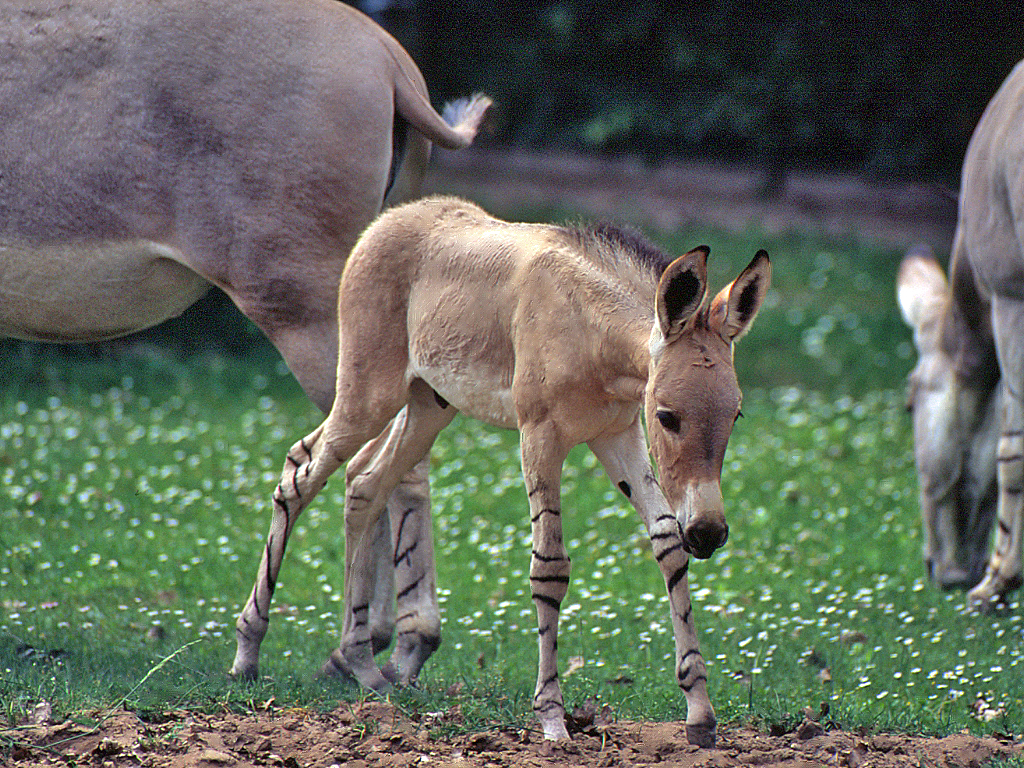
Afrikai vadszamár csikó

Eredeti elterjedési területébe beletartozott majdnem egész Észak-Afrika, Marokkótól egészen Szomáliáig előfordult. Ezenkívül élt az Arab-félszigeten és Mezopotámiában is. A vadászat, élőhelyének elpusztítása, valamint a háziasított lovaktól és szamaraktól elkapott fertőző betegségek miatt állományai nagyon megfogyatkoztak, eredeti elterjedési területének java részéről ki is halt.
Mára az afrikai vadszamár csak Afrika néhány északkeleti, eldugott területén fordul elő. Az állat ritka és veszélyeztetett, alig pár száz példánya maradt. Ma már csak Etiópia, Eritrea, Dzsibuti és Szomália és Szudán félsivatagi, sivatagi vidékein él. Ahol még él, mindenütt fenyegeti a házi szamarakkal keveredés.
Eredeti elterjedési területének nagyobbik részéről kihalt; már csak Etiópia, Eritrea, Dzsibuti, Szomália és Szudán területén él, valamint egy kis, betelepített állománya Izraelben.
Állománya az 1980-as években még ezer egyed körül lehetett, azóta azonban drasztikusan hanyatlanak a populációk. Szomáliából az ott folyó fegyveres harcok miatt valószínűleg végleg kipusztult, állományait a harcok kezdete óta nem vizsgálták. Etiópiában és Szudánban is a kihalás szélén áll, hasonló okokból. Egyedüli stabil populációja Eritreában van, ott nagyjából 400 állat élhet. Nyilvántartott elterjedési területe Etiópiában és Eritreában mintegy 15 000 km².
A Természetvédelmi Világszövetség a „kritikusan veszélyeztetett”  C2a(i) kategóriába sorolta a fajt, mivel felnőtt egyedeinek száma 200-nál kevesebb.

## Megjelenése

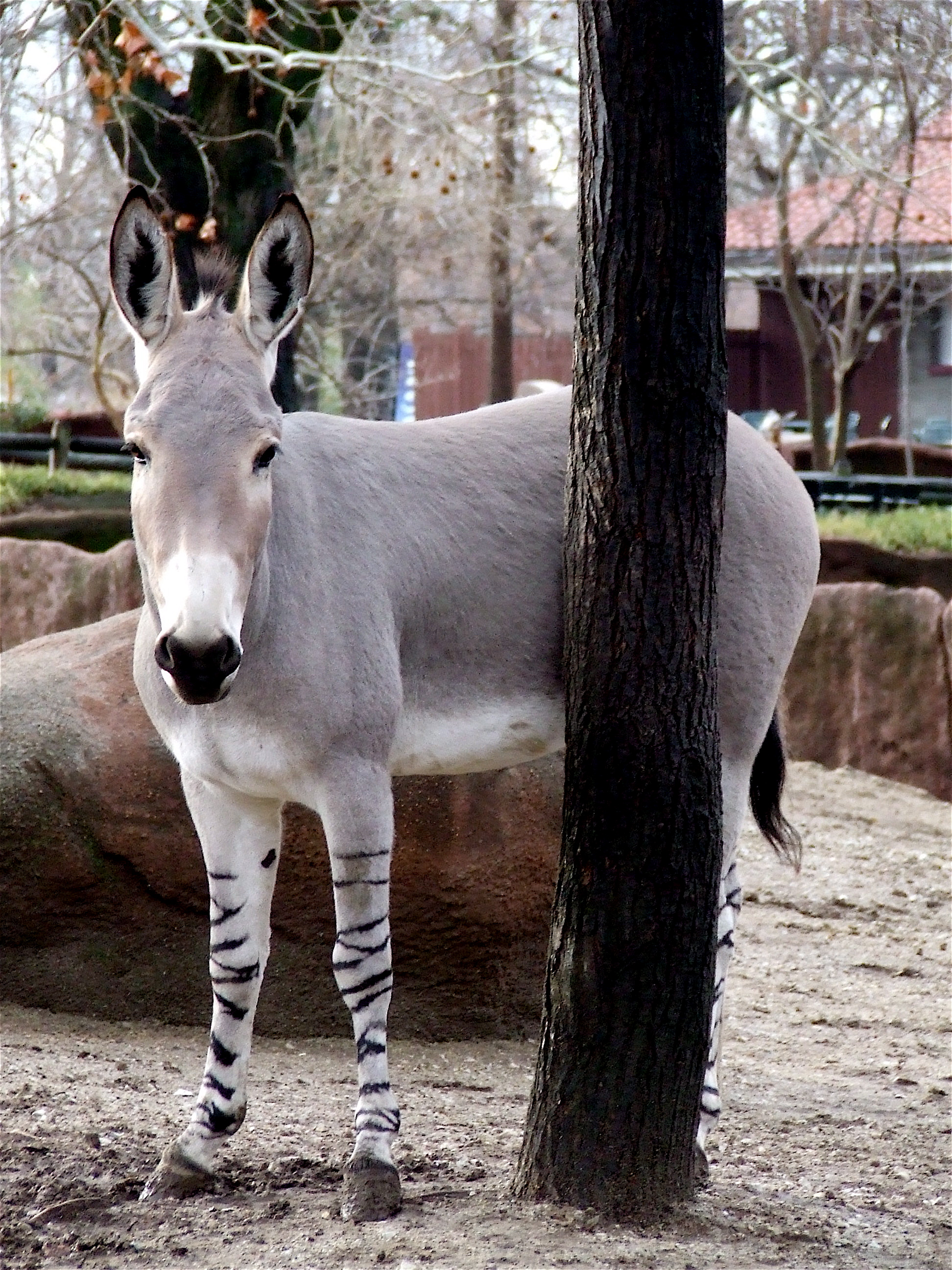

Az afrikai vadszamár marmagassága alfajonként eltérő, de általában 125–145 centiméter közötti. Testhossza 200 centiméter, farka 42 centiméteres, testtömege 275 kilogramm. A lófélék családjának legkisebb, vadon élő képviselője. Szőrzete felül szürkésbarna, nyáron kissé rőtes árnyalattal. Hasa világosabb, majdnem fehér. Jellemző bélyegei a kereszt alakú fekete csíkok a vállán és a hátán. Farka fekete bojtban végződik.

## Alfajai
Két vadon élő változata van:
- A núbiai vadszamár (Equus africanus africanus) egérszürke színű, hasa és szája világosabb, a martájon sötét keresztcsík található, háta szíjalt, sörénye rövid, felálló, farka bojtban végződik, karcsú testű, nemes megjelenésű, élénk vérmérsékletű, bátor állat.
- A szomáliai vadszamár (Equus africanus somaliensis) nagyobb testű, keresztcsíkja a martájon nincs, viszont lábain gyakran keresztcsíkok találhatók. Eritrea Vörös-tengeri partvidékén, Etiópia Afar régiójában és Szomáliában honos.
- A harmadik alfaj az Atlasz vadszamár (Equus africanus atlanticus), az Atlasz-hegység vidékén és Észak-Afrikában élt Marokkótól Egyiptomig, de mára kihalt.

## Életmódja

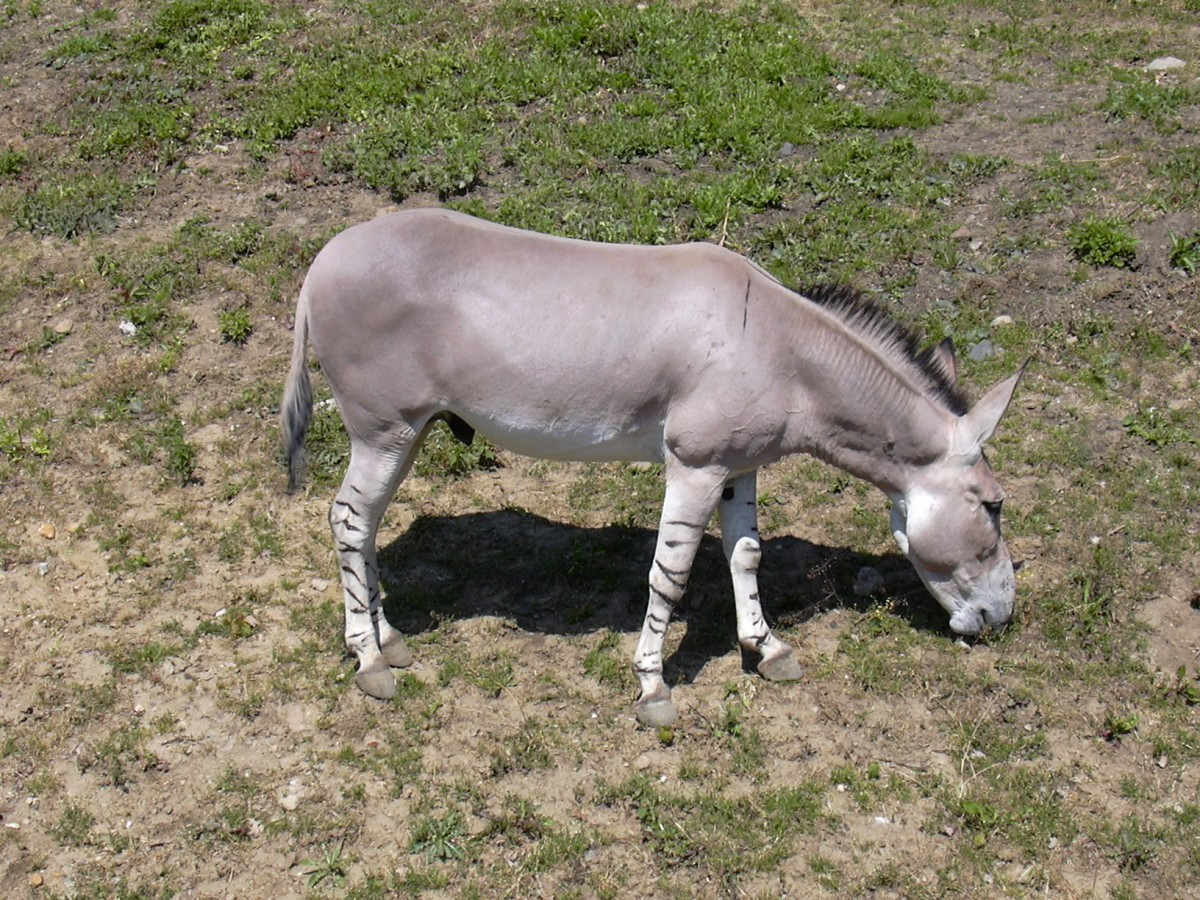
Legelésző szomáliai vadszamár

Alkonyatkor vagy éjjel aktív. Késő délutántól másnap reggelig jár táplálék után, a nap legforróbb óráit árnyékban pihenve tölti.
A szabad természetben a hímek viselkedése territoriális, a kancák a csikókkal nagyjából harmincfős csoportokat alkotnak. Főként cserjeleveleket, füvet és fakérget eszik. Több mint 25 évig él.

## Szaporodása
Az ivarérettséget 2–2,5 éves korban éri el. Elméletileg egész évben, de rendszerint tavasszal párzik. A vemhesség 12 hónapig tart, ennek végén általában egy, néha két csikó születik. Az elválasztás 6–9 hónap után következik be.

## Természetvédelmi helyzete
Noha a fajt közvetlenül nem fenyegeti a kipusztulás veszélye, de a bőséges háziszamár-állomány miatt mindkét ma élő alfaja súlyosan veszélyeztetettként van nyilvántartva. Az afrikai vadszamarat évszázadok óta fogták be háziasítás céljából, ez valamint a háziasított rokonával való keveredések az állomány drasztikus csökkenéséhez vezettek. Napjainkban kevesebb, mint néhány száz egyede él vadon. Etiópiában és Szomáliában élelemforrásként és a hagyományos orvoslás miatt vadásszák. Továbbá a házi jószágokkal való versengés a legelőhelyekért és a mezőgazdasági fejlesztések miatti korlátozott vízellátottság szintén negatívan folyásolja be a faj túlélési esélyeit. Az afrikai vadszamár jogilag védett azokban az országokban, ahol még jelenleg fellelhető, de sajnos ezen intézkedések sokszor nehezen érvényesíthetők. A szomáliai alfajának van egy védett populációja az izraeli Yotvata Hai-Bar Vadrezervátumban. Ezt a rezervátumot 1968-ban hozták létre azzal a céllal, hogy megerősítsék a különböző veszélyeztetett sivatagi fajok populációit. A lovak és a szamarak populációi meglehetősen rugalmasak, így, ha a faj megfelelő védelem alatt áll, akkor állománya nagy eséllyel helyreállhat a jelenlegi mélypontjáról.

## Gazdasági jelentősége
Az afrikai vadszamár a világszerte elterjedt házi szamár őse. Háziasítása nagyjából Kr. e. 4000 évvel indult el Egyiptomban és valamivel később Mezopotámiában. A házi szamár világszerte sokfelé elvadult, így az Amerikai Egyesült Államokban és Ausztráliában élő úgynevezett „vadszamarak” csak elvadult házi szamarak, nem e faj egyedei.
Húsa ízletes; íze a lóhúséra emlékeztet.

## Fordítás
- Ez a szócikk részben vagy egészben  az   African wild ass című angol Wikipédia-szócikk fordításán alapul.  Az eredeti cikk szerkesztőit annak laptörténete sorolja fel. Ez a jelzés csupán a megfogalmazás eredetét és a szerzői jogokat jelzi, nem szolgál a cikkben szereplő információk forrásmegjelöléseként.